# Jersey Joe Walcott
Jersey Joe Walcott (* 31. Januar 1914 in Merchantville, New Jersey als Arnold Raymond Cream; † 25. Februar 1994 in Camden, New Jersey) war ein US-amerikanischer Boxer und ein unumstrittener Schwergewichts-Boxweltmeister von Juli 1951 bis September 1952.
Walcott wählte seinen Namen nach dem Weltergewichtler Barbados Joe Walcott, dessen Eltern aus Barbados stammten. Seinen ersten Profi-Kampf gewann er am 9. September 1930 gegen Cowboy Wallace durch K. o. in der ersten Runde. Nach eher durchwachsenem Karrierebeginn profitierte er von der Formschwäche von Jimmy Bivins nach dem Krieg und konnte diesen schlagen. Walcott boxte zweimal gegen Joe Louis um die Weltmeisterschaft und viermal gegen Ezzard Charles. Im fünften Versuch gelang ihm im dritten Kampf gegen Charles am 18. Juli 1951 in Pittsburgh der Titelgewinn durch einen K. o. in der 7. Runde. 
Am 23. September 1952 verlor er den Titel an Rocky Marciano in Philadelphia durch K. o. in der 13. Runde. Dies ist einer der berühmtesten Knockouts des Boxsports. Walcott hatte Marciano bereits einmal niedergeschlagen und führte nach Punkten. Im Rückkampf ging er in Runde 1 umstritten k. o. Viele Beobachter meinten, Marciano habe ihn gar nicht richtig getroffen.
Im Rückkampf zwischen Muhammad Ali und Sonny Liston fungierte Walcott als Ringrichter (siehe Rückkampf gegen Liston). 1990 wurde er in die International Boxing Hall of Fame aufgenommen.